# The Big Fight
The Big Fight is een Amerikaanse dramafilm uit 1930 onder regie van Walter Lang. De film is wellicht zoekgeraakt.

## Verhaal
De schoonheidsspecialiste Shirley is verliefd op de beroemde bokser Tiger. Zijn impresario tracht hun verhouding te dwarsbomen. Wanneer de broer van Shirley in de problemen komt, heeft ze de hulp van Tiger hard nodig.

## Rolverdeling
| Acteur                 | Personage |
| ---------------------- | --------- |
| Lola Lane              | Shirley   |
| Ralph Ince             | Chuck     |
| Guinn Williams         | Tiger     |
| Stepin Fetchit         | Spot      |
| Wheeler Oakman         | Steve     |
| James Eagles           | Lester    |
| Robert Emmett O'Connor | Detective |
| Edna Bennett           | Winnie    |
| Tony Stabenau          | Battler   |
| Larry McGrath          | Pinkie    |
| Frank Jonasson         | Berrili   |